# Saison 2014 de l'équipe cycliste BigMat-Auber 93

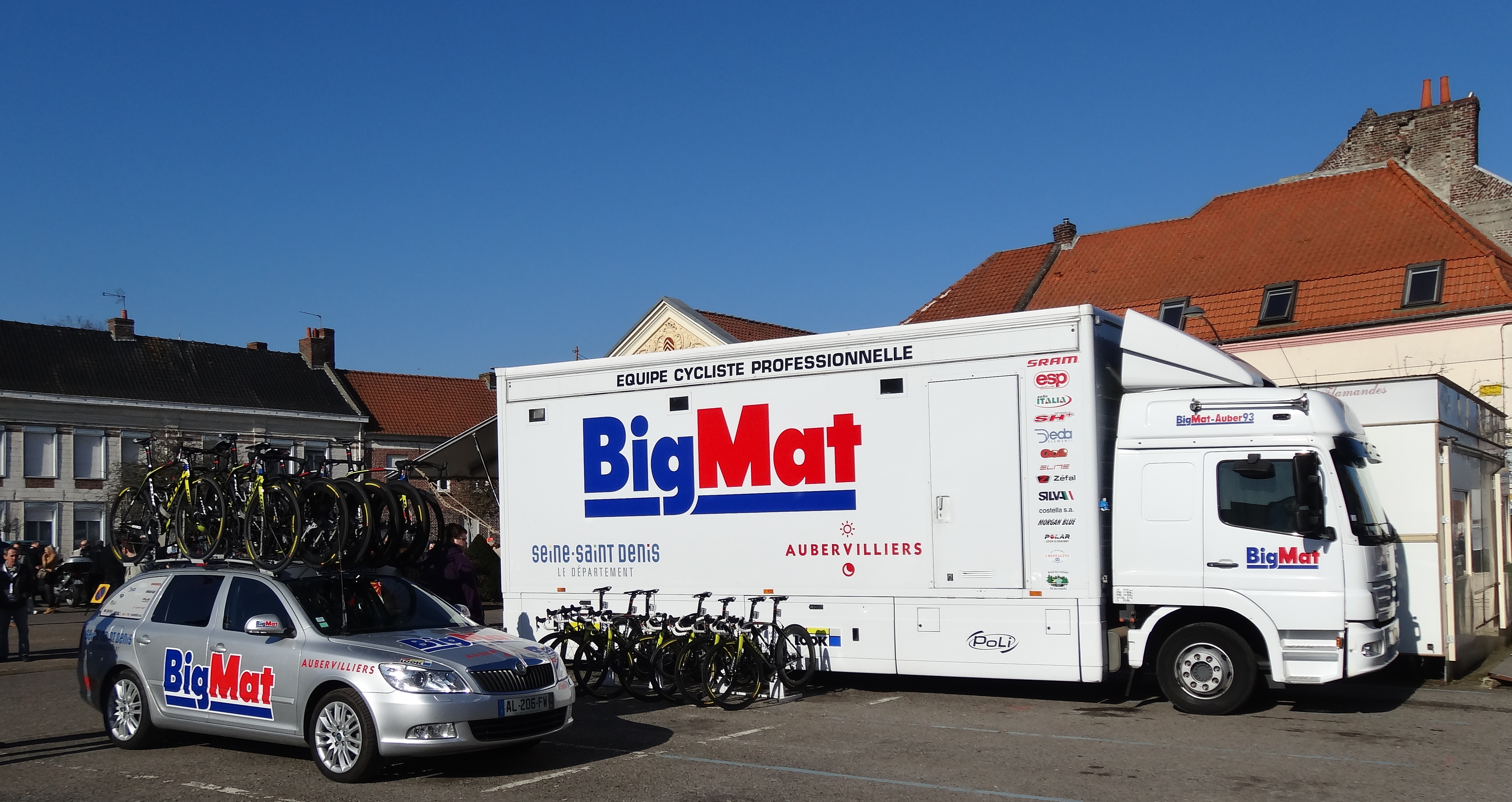
Une voiture et le camion de l'équipe lors du Grand Prix de Lillers-Souvenir Bruno Comini 2014.

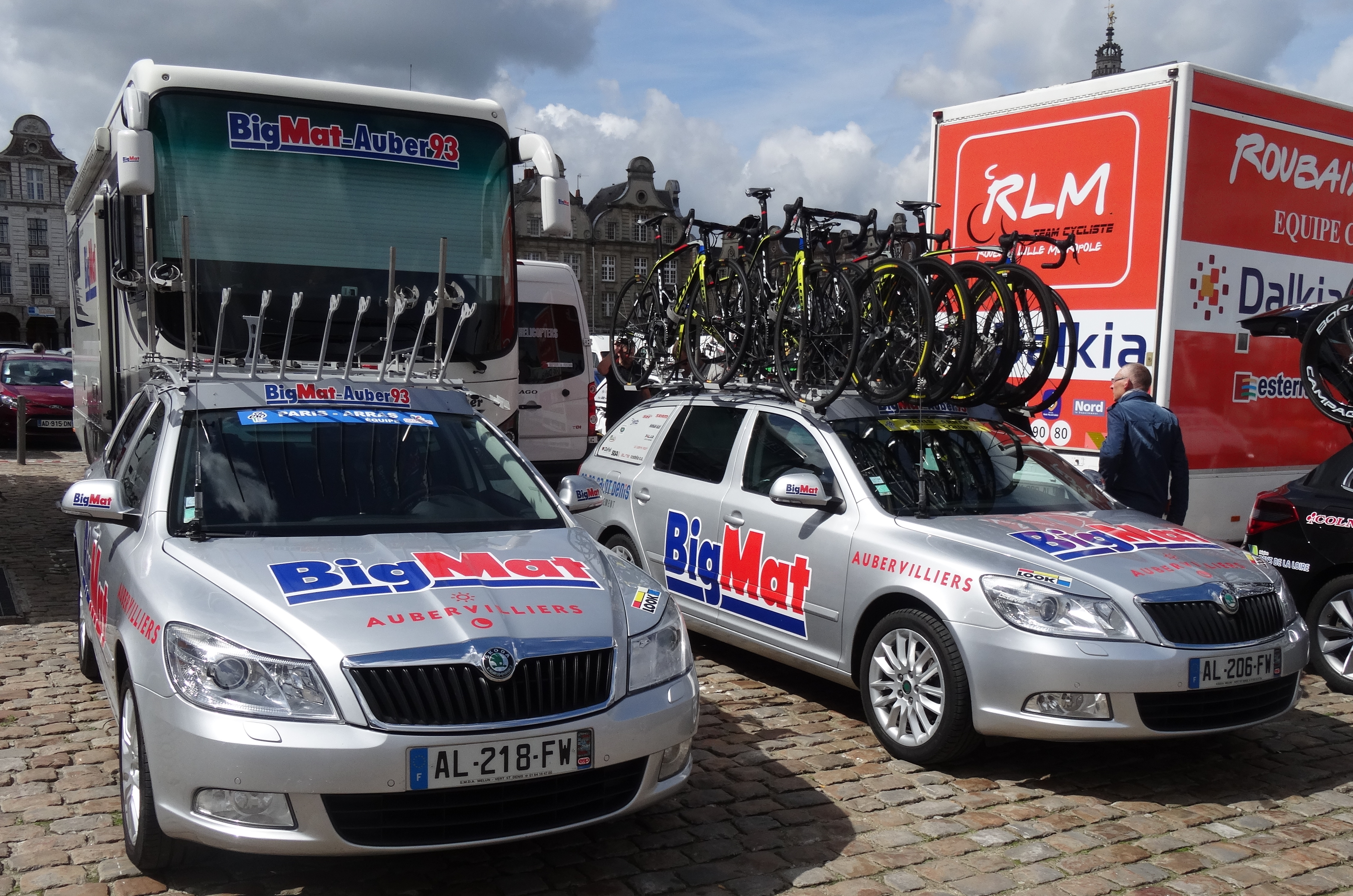
Deux voitures et le bus de l'équipe lors du Paris-Arras Tour 2014.

La saison 2014 de l'équipe cycliste BigMat-Auber 93 est la vingt-et-unième de cette équipe.

## Préparation de la saison 2014

### Arrivées et départs
| Arrivées       | Équipe 2013                |
| -------------- | -------------------------- |
| Frédéric Brun  | Bourg-en-Bresse Ain        |
| Pierre Gouault | UC Nantes Atlantique       |
| Alo Jakin      | VC Rouen 76                |
| Maxime Renault | Sojasun espoir-ACNC        |
| Yannis Yssaad  | CM Aubervilliers 93-BigMat |

| Départs          | Équipe 2014             |
| ---------------- | ----------------------- |
| Romain Bacon     | Vulco-VC Vaulx-en-Velin |
| Fabien Bacquet   | Veranclassic-Doltcini   |
| Nicolas Bazin    | BH-Suntour-KMC (VTT)    |
| Benoît Drujon    | VC Toucy                |
| Mathieu Drujon   | VC Toucy                |
| Guillaume Faucon | Bricquebec Cotentin     |

## Coureurs et encadrement technique

### Effectif

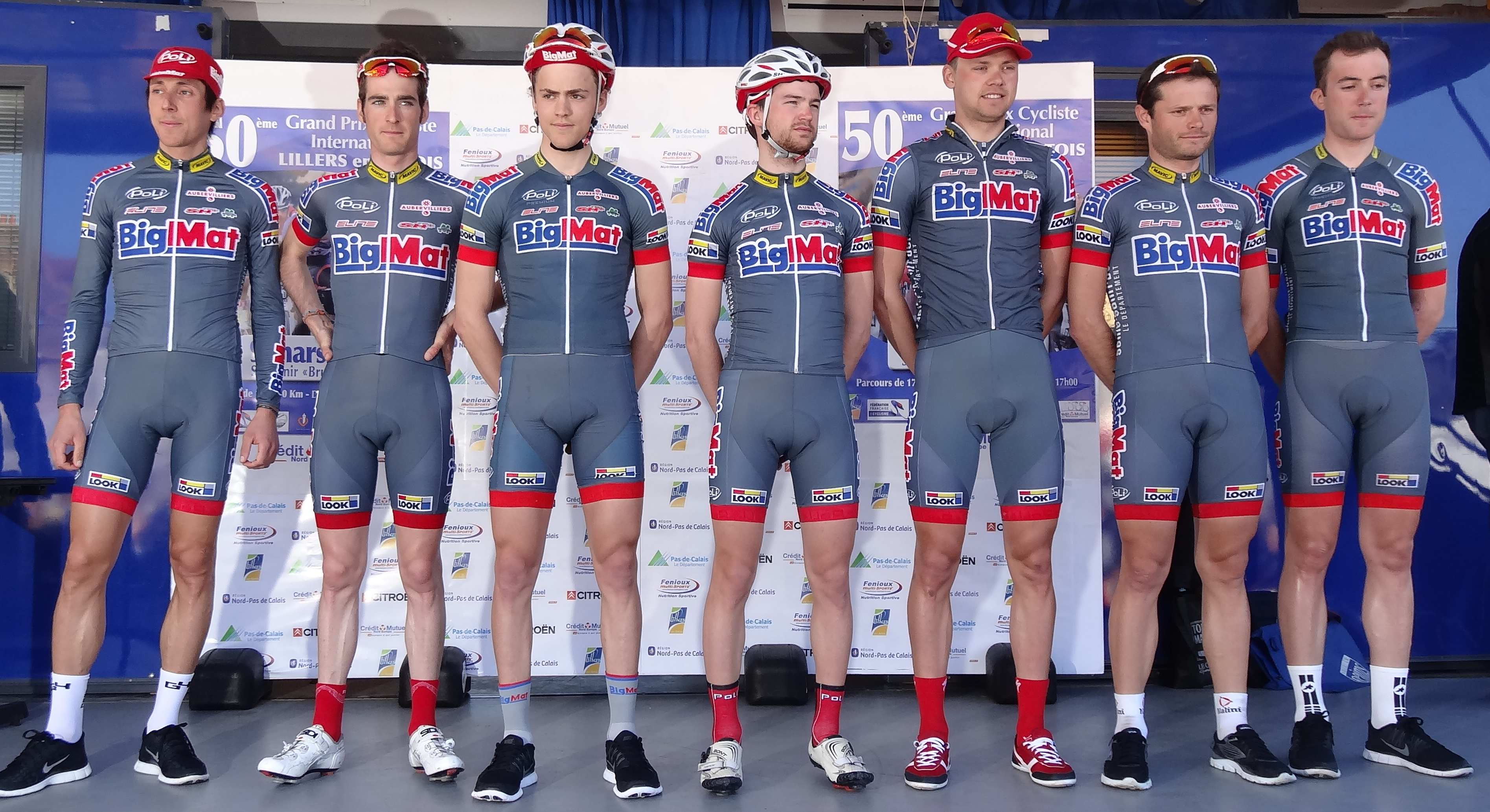
L'équipe lors du Grand Prix de Lillers-Souvenir Bruno Comini 2014.

| Cycliste            | Date de naissance | Nationalité | Équipe 2013                |  |
| ------------------- | ----------------- | ----------- | -------------------------- |  |
| Frédéric Brun       | 18 août 1988      | France      | Bourg-en-Bresse Ain        |  |
| Flavien Dassonville | 16 février 1991   | France      | BigMat-Auber 93            |  |
| Pierre Gouault      | 9 février 1993    | France      | UC Nantes Atlantique       |  |
| Alo Jakin           | 14 novembre 1986  | Estonie     | VC Rouen 76                |  |
| Dimitri Le Boulch   | 20 février 1989   | France      | BigMat-Auber 93            |  |
| Maxime Renault      | 2 janvier 1990    | France      | Sojasun espoir-ACNC        |  |
| Stéphane Rossetto   | 6 avril 1987      | France      | BigMat-Auber 93            |  |
| Steven Tronet       | 14 octobre 1986   | France      | BigMat-Auber 93            |  |
| Théo Vimpère        | 3 juillet 1990    | France      | BigMat-Auber 93            |  |
| Yannis Yssaad       | 25 juin 1993      | France      | CM Aubervilliers 93-BigMat |  |
| Stagiaire           | Date de naissance | Nationalité | Équipe 2014                |  |
| Alexis Isérable     | 8 juillet 1993    | France      | CM Aubervilliers 93-BigMat |  |
| David Menut         | 11 mars 1992      | France      | Armée de Terre             |  |

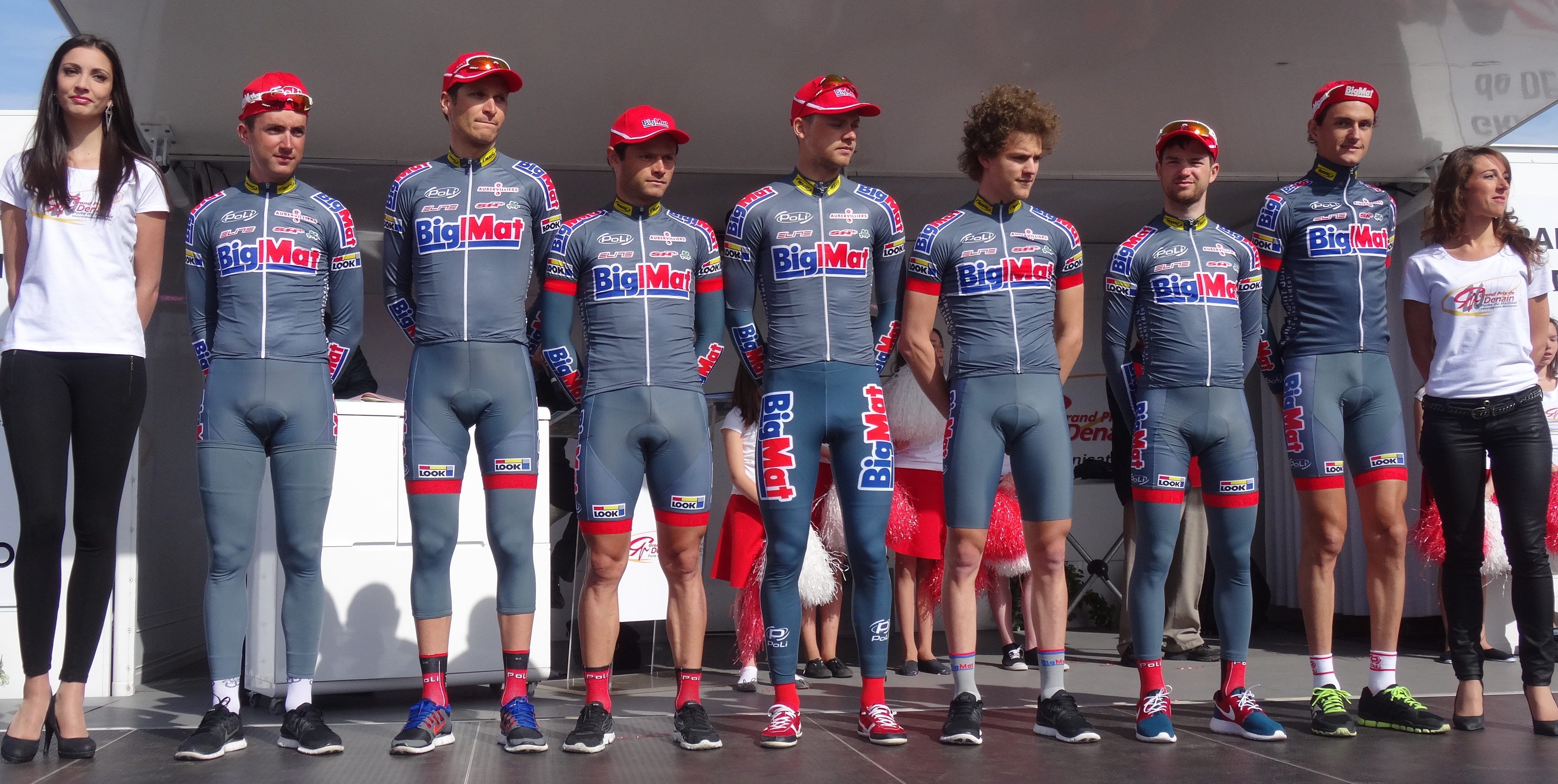
Flavien Dassonville, Frédéric Brun, Steven Tronet, Alo Jakin, Yannis Yssaad, Maxime Renault et Dimitri Le Boulch lors du Grand Prix de Denain 2014.
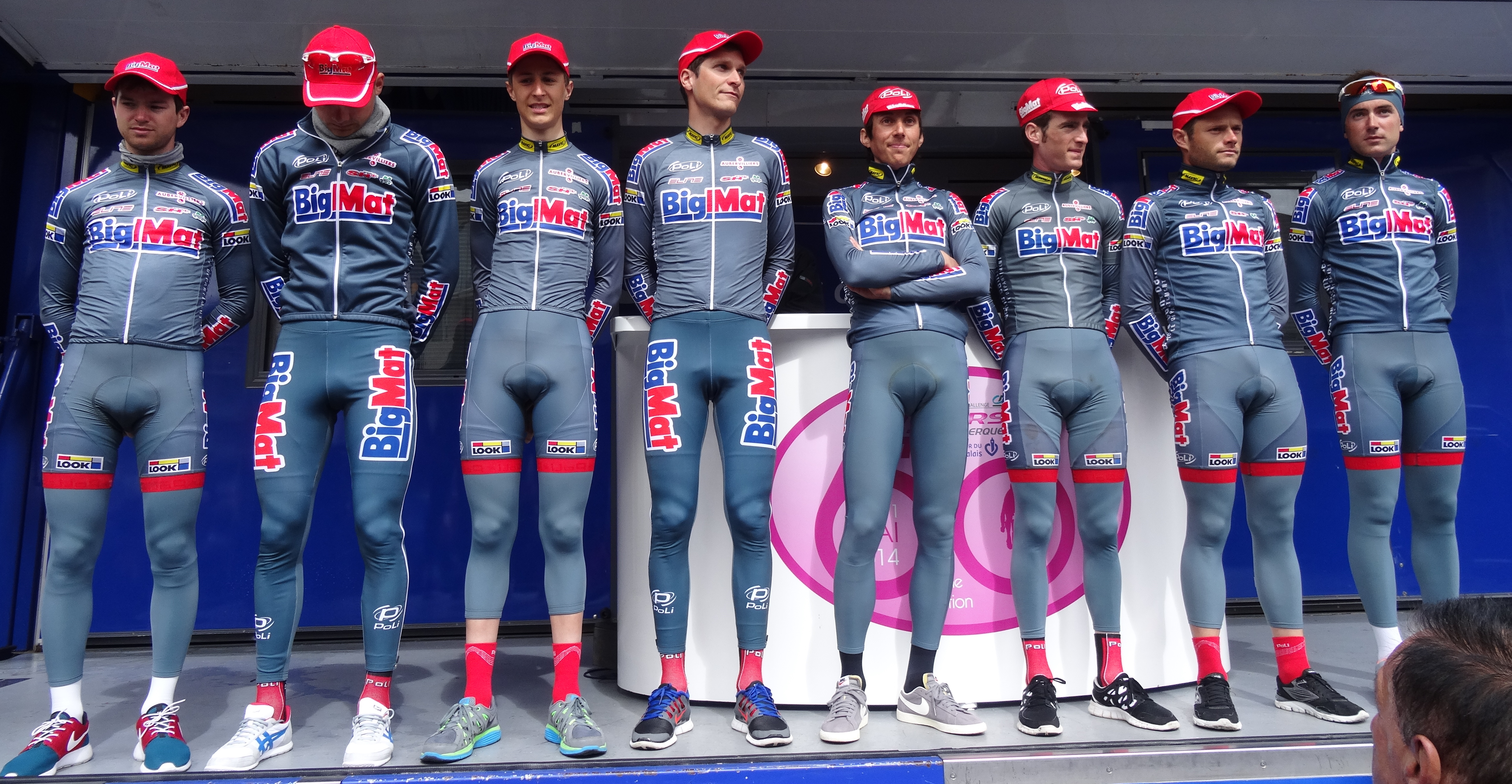
Maxime Renault, Alo Jakin, Pierre Gouault, Frédéric Brun, Stéphane Rossetto, Théo Vimpère, Steven Tronet et Flavien Dassonville lors des Quatre Jours de Dunkerque 2014.
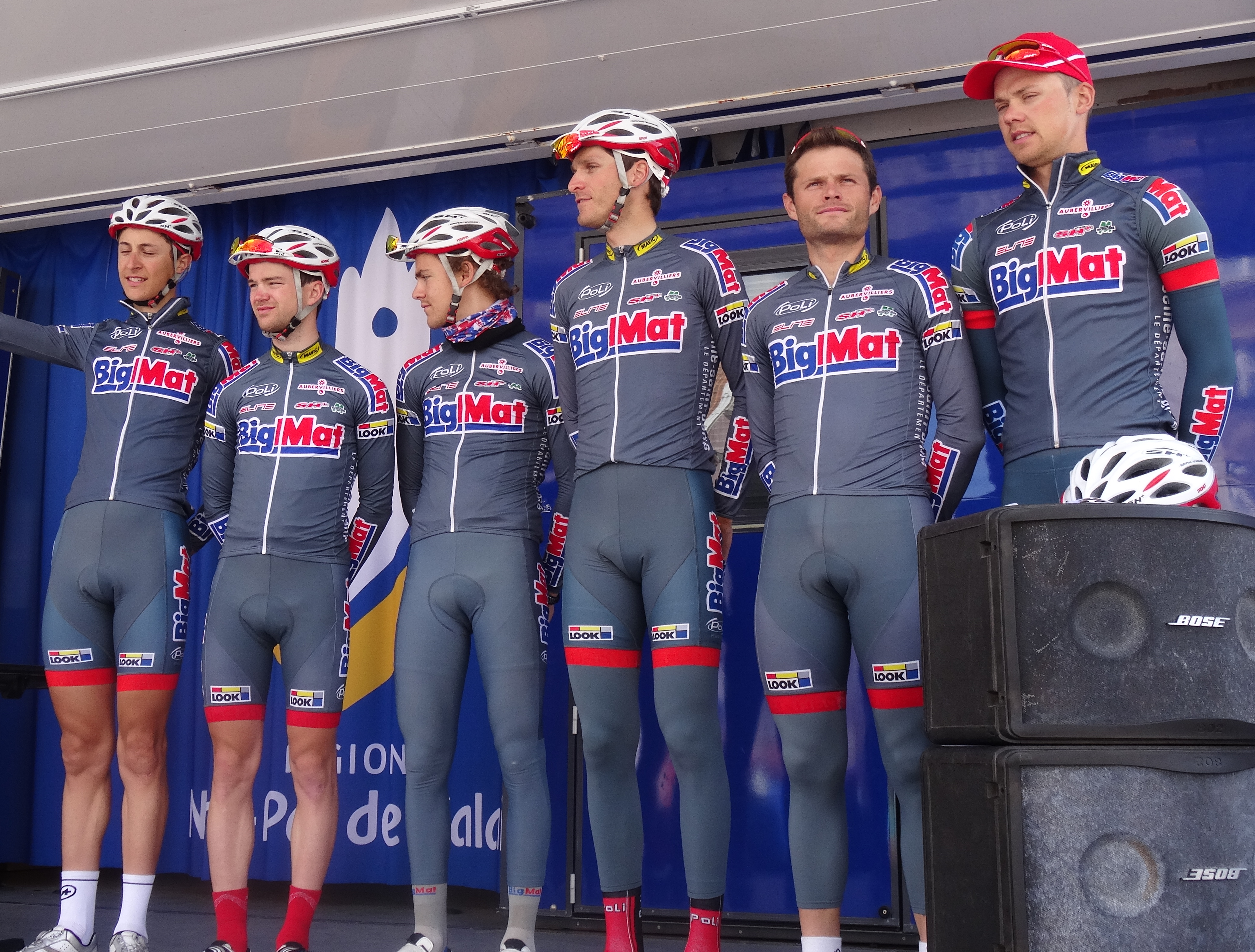
L'équipe lors du Paris-Arras Tour 2014.

Portraits
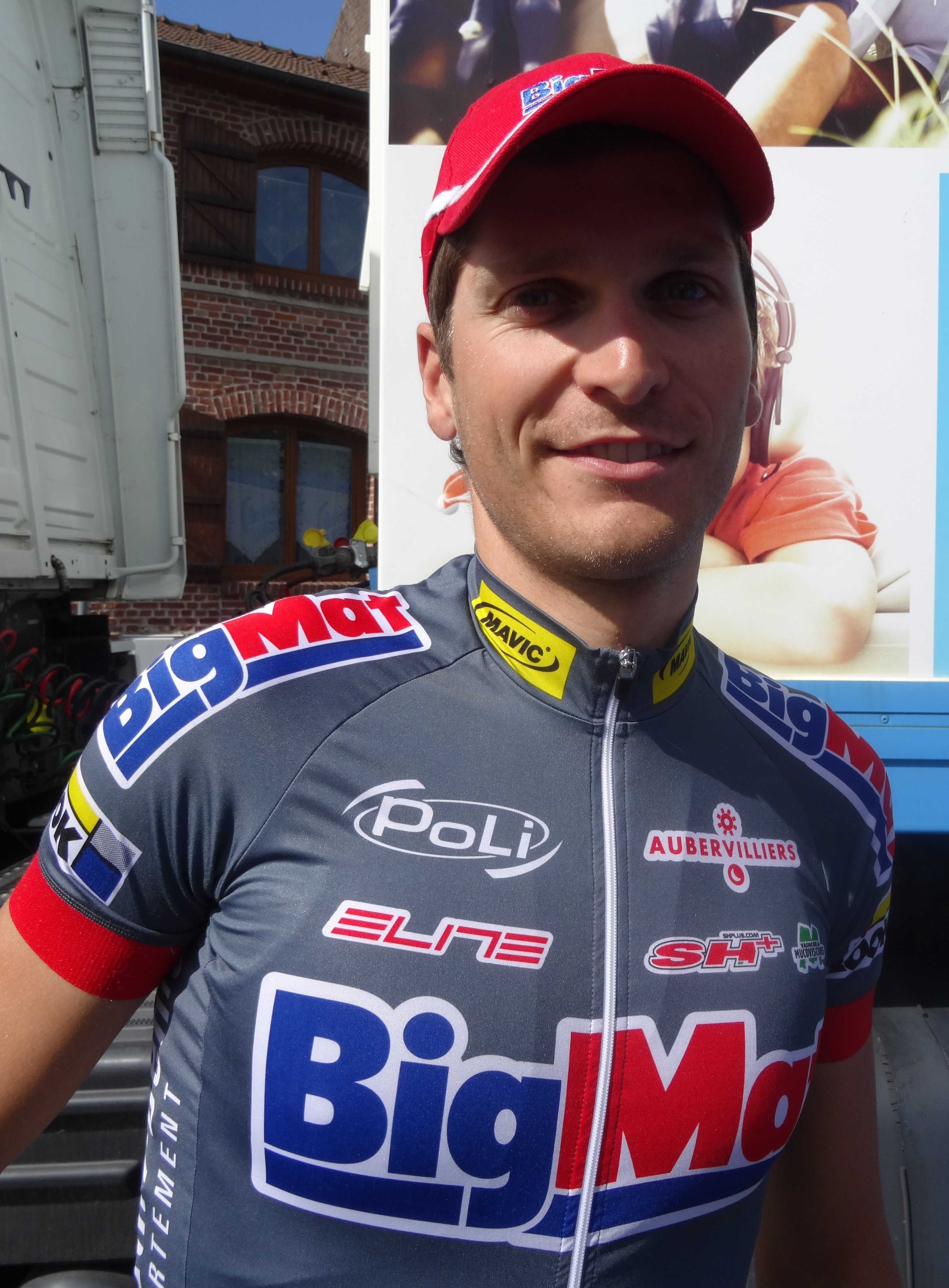
Frédéric Brun.
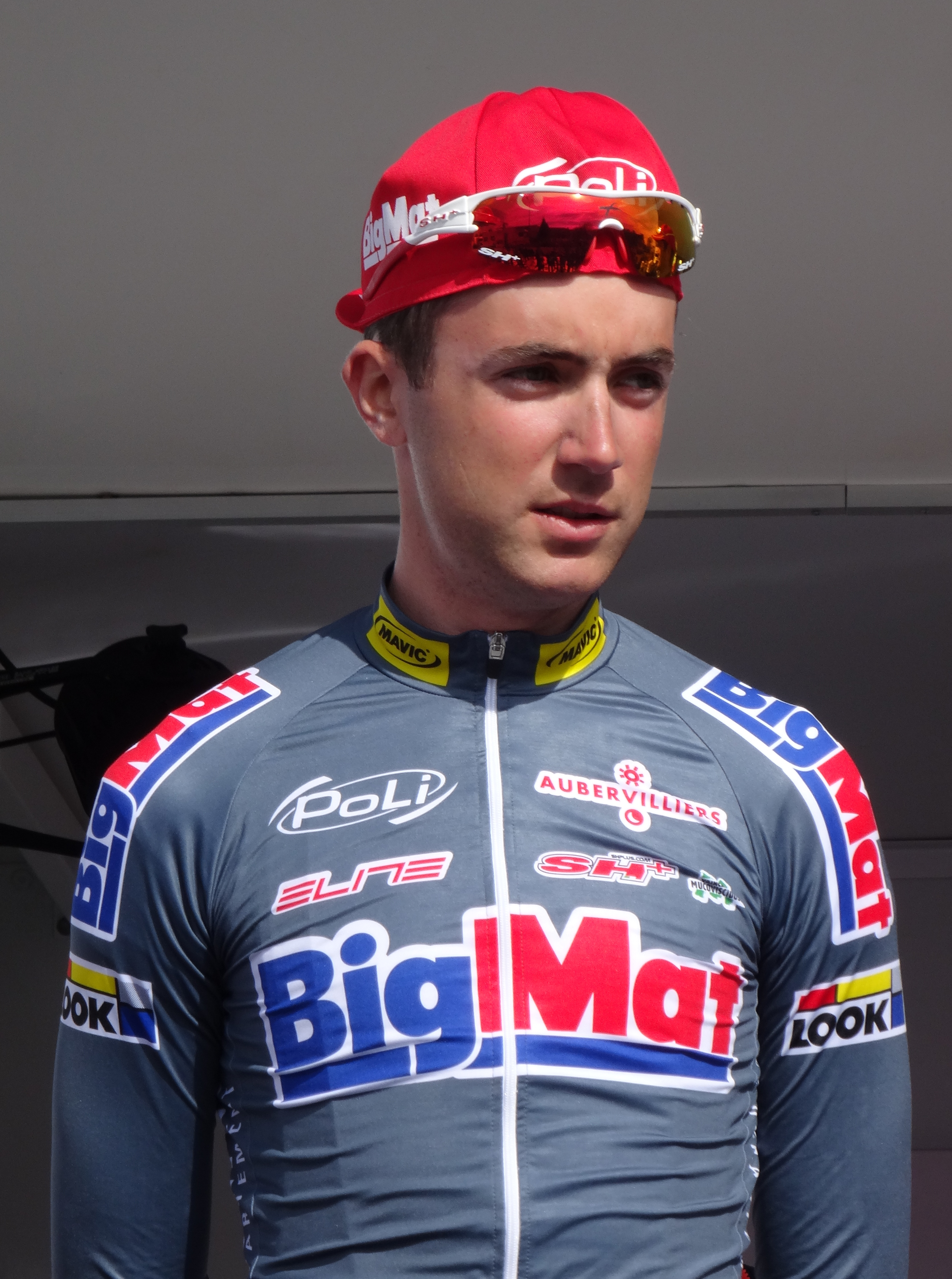
Flavien Dassonville.
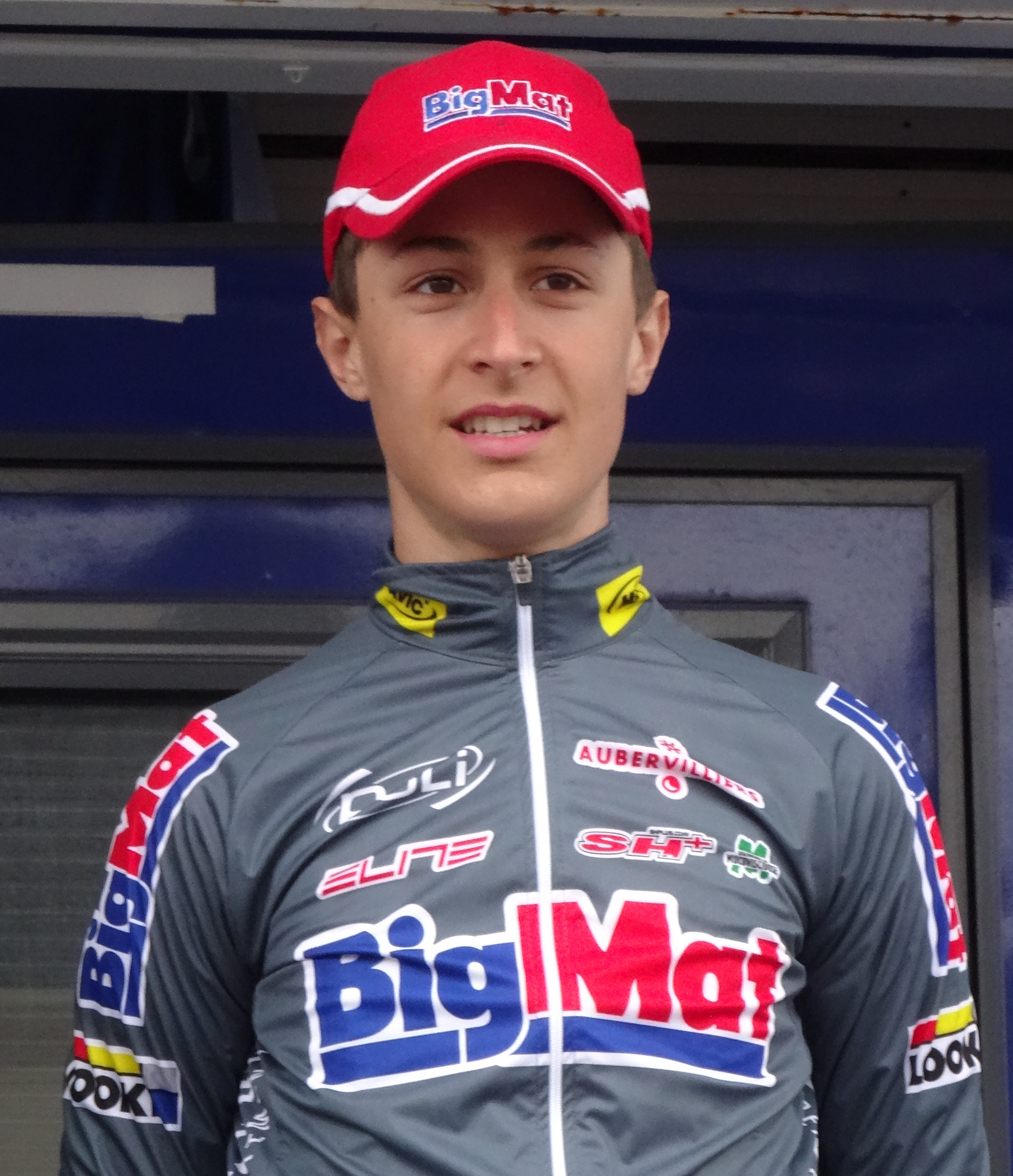
Pierre Gouault.
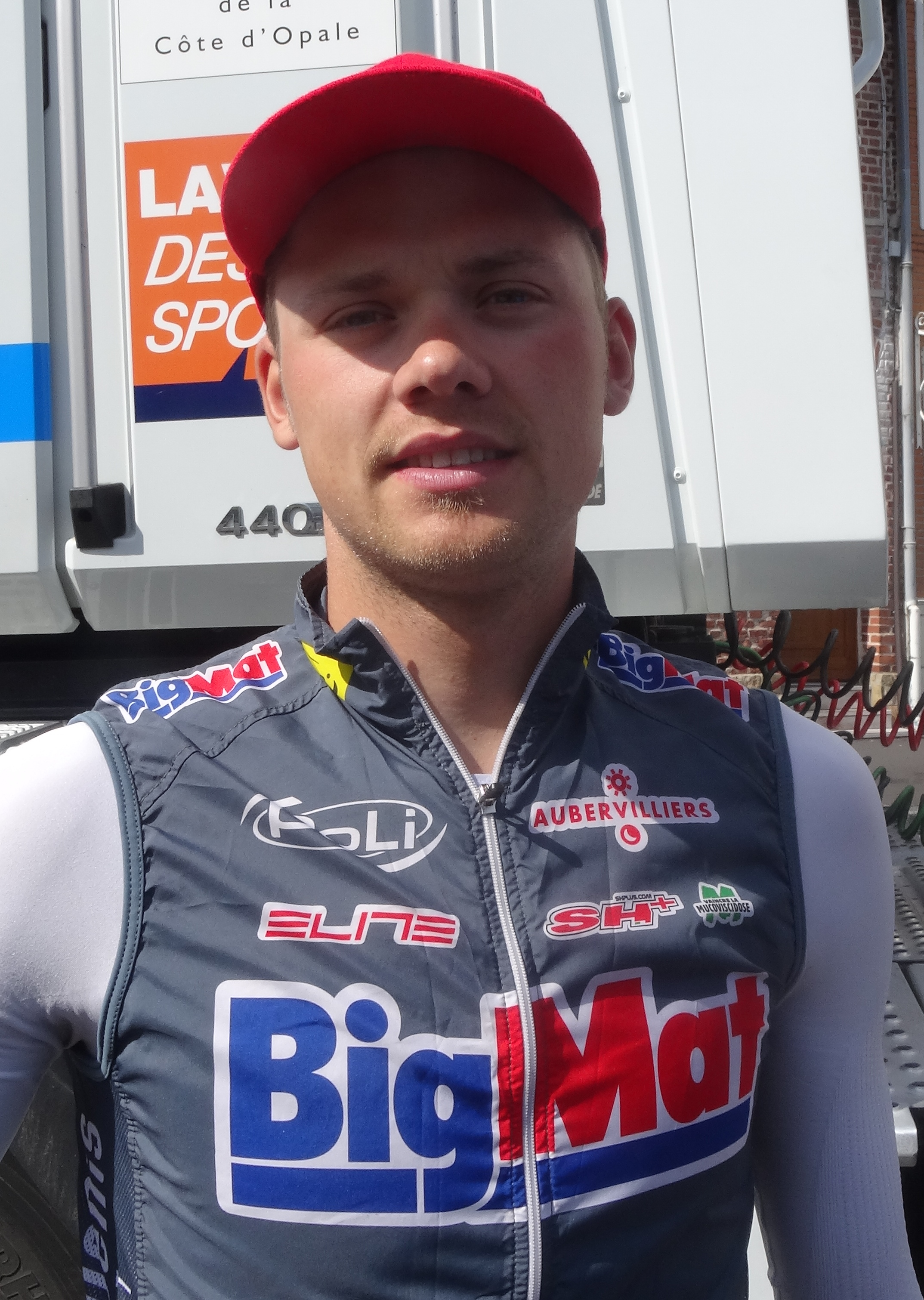
Alo Jakin.
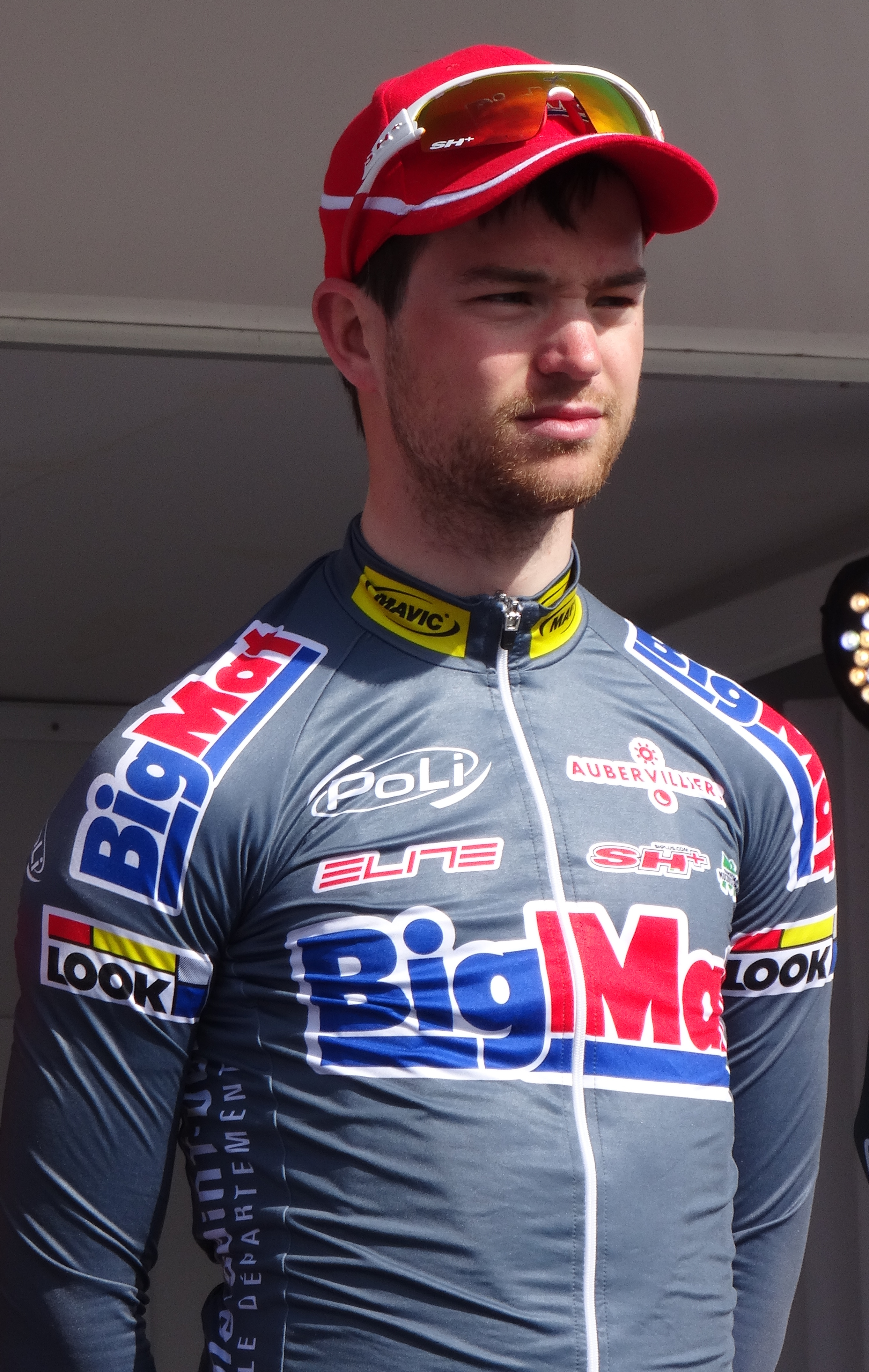
Maxime Renault.
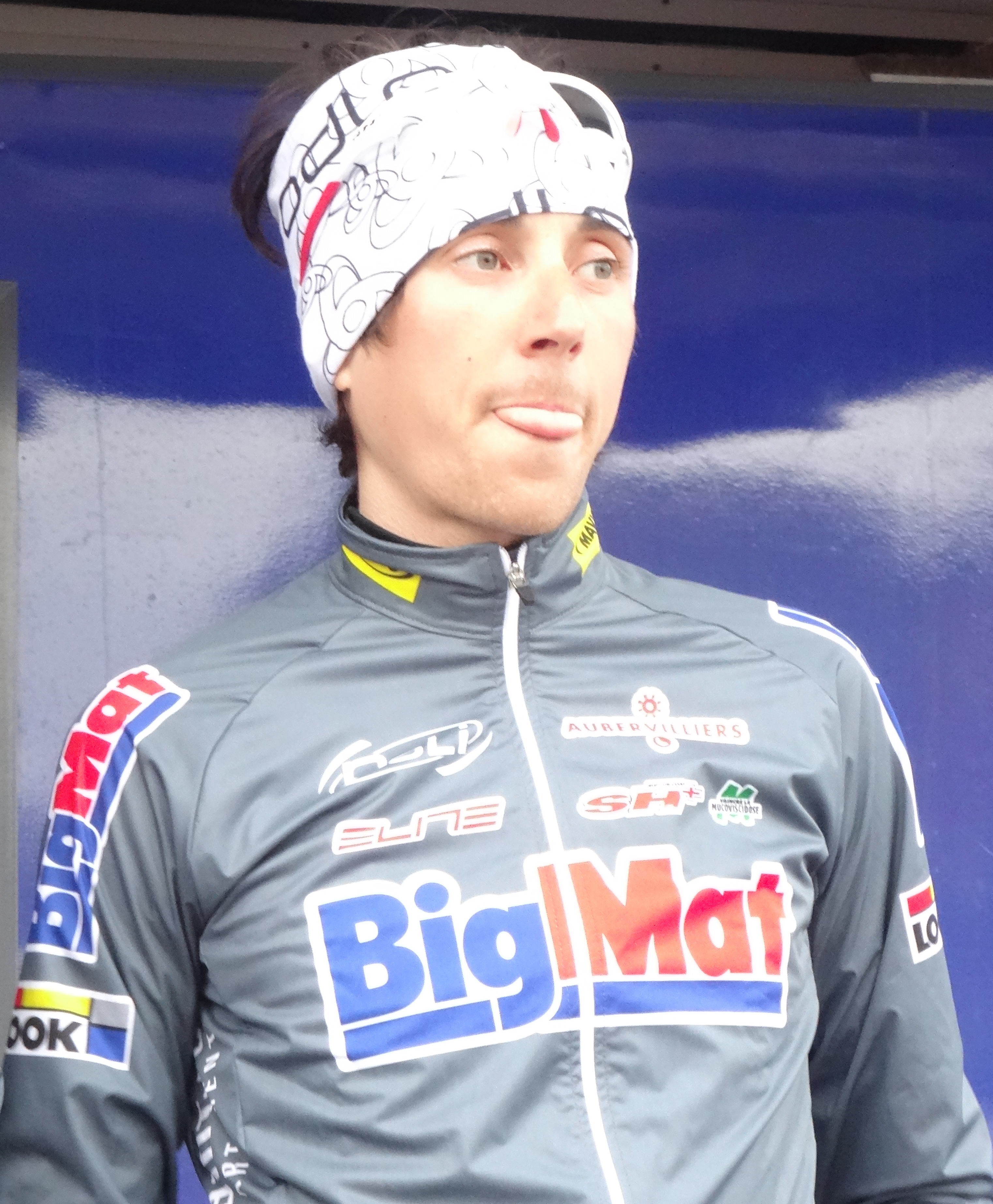
Stéphane Rossetto.
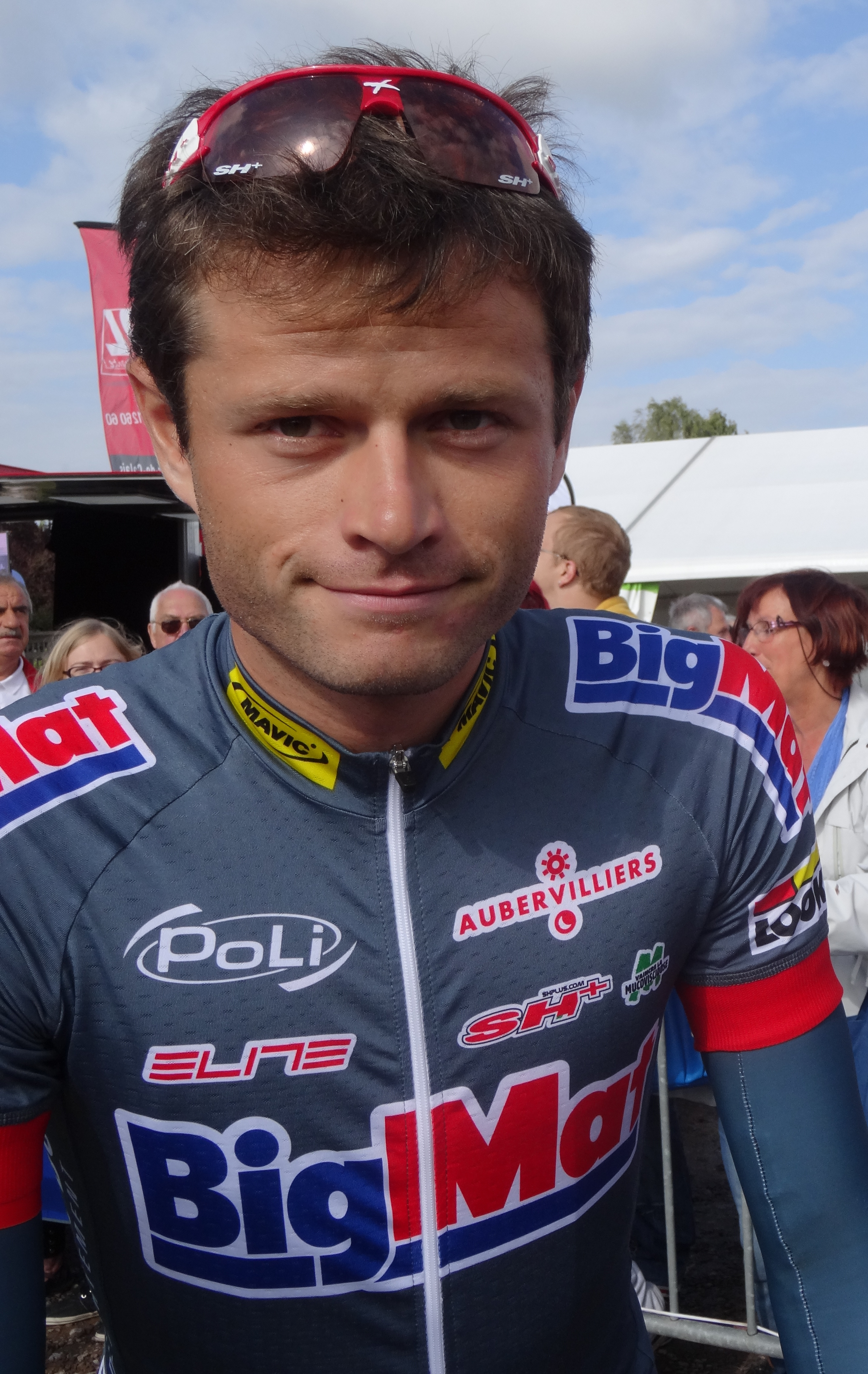
Steven Tronet.
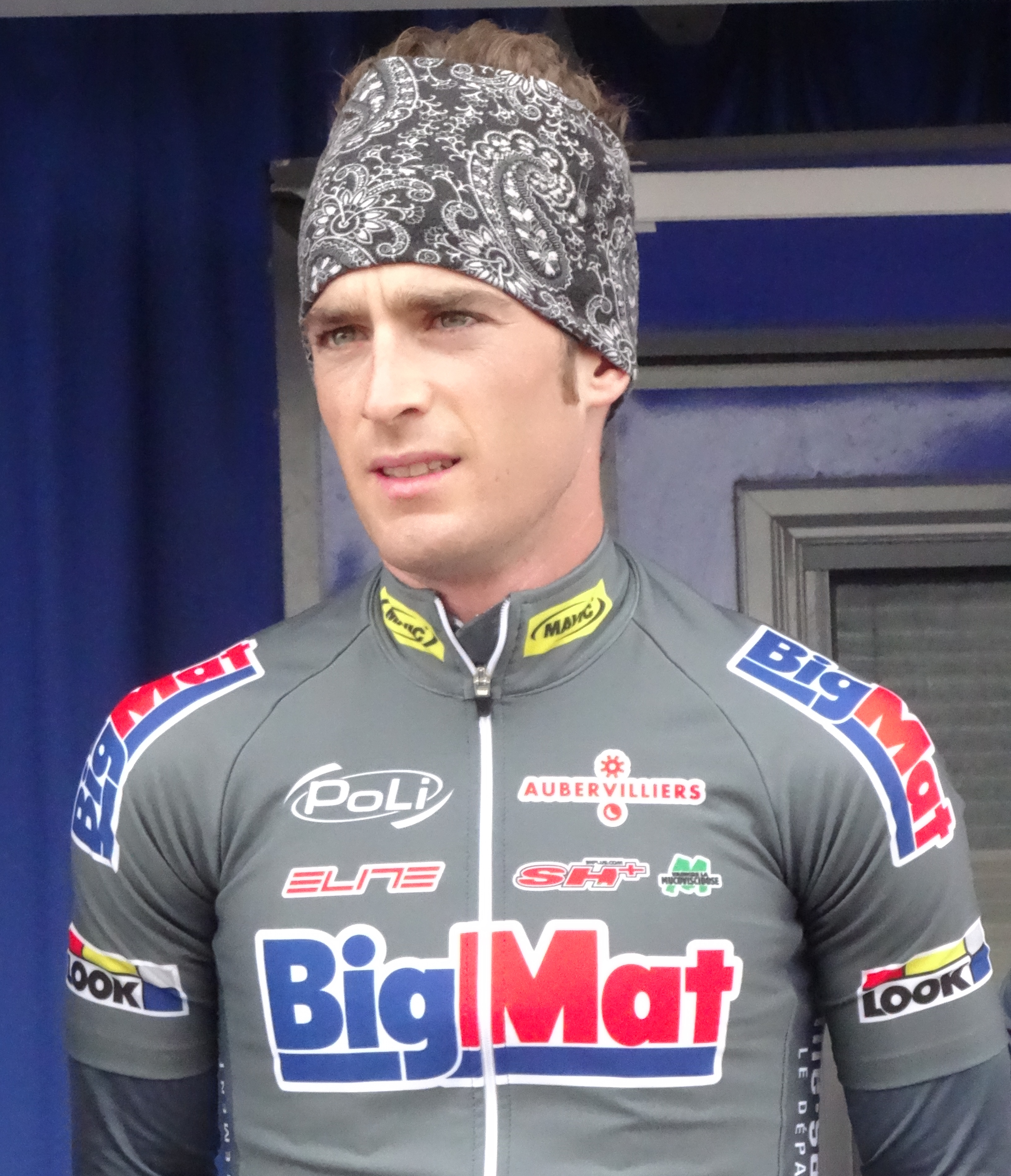
Théo Vimpère.
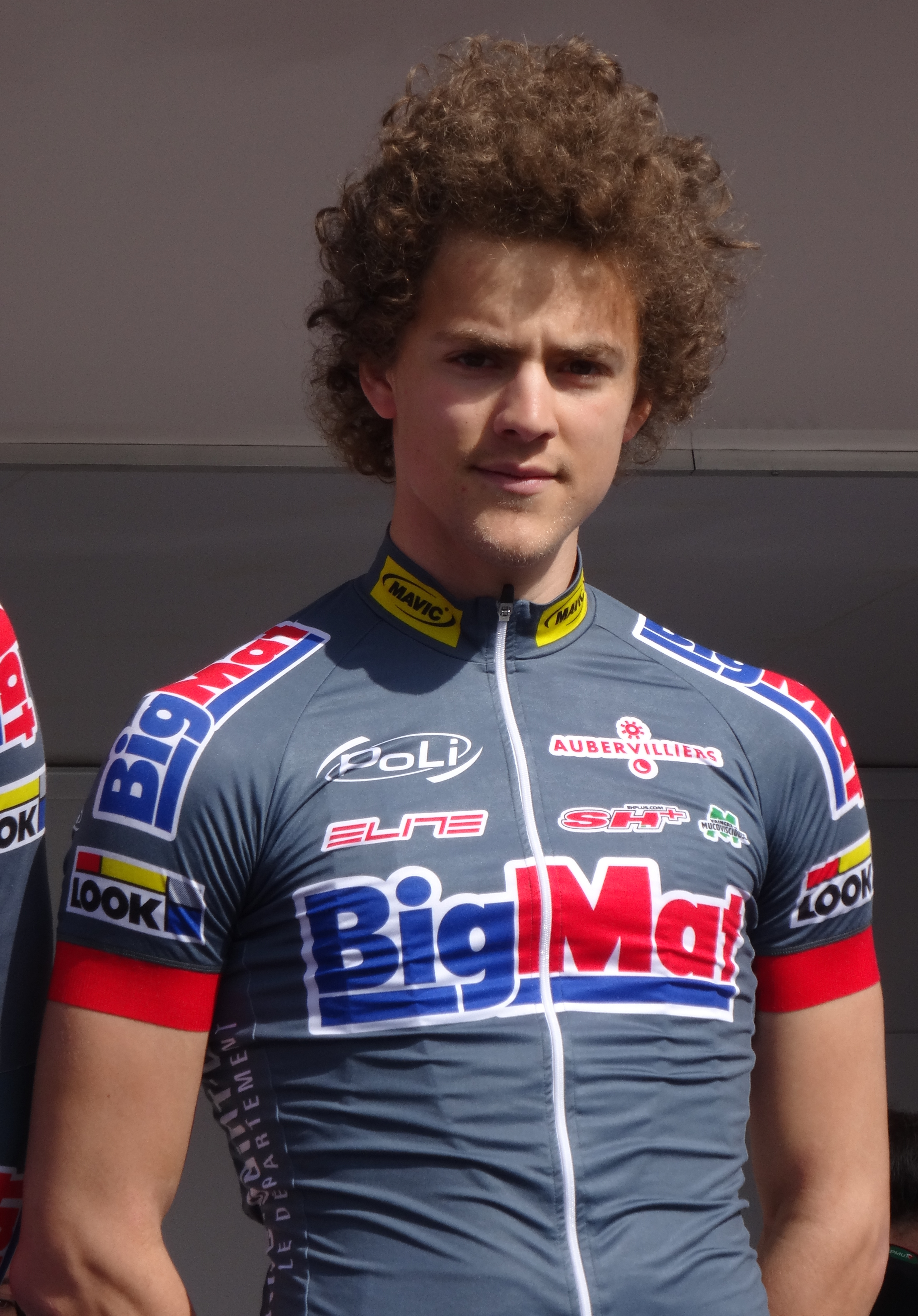
Yannis Yssaad.

## Bilan de la saison

### Victoires

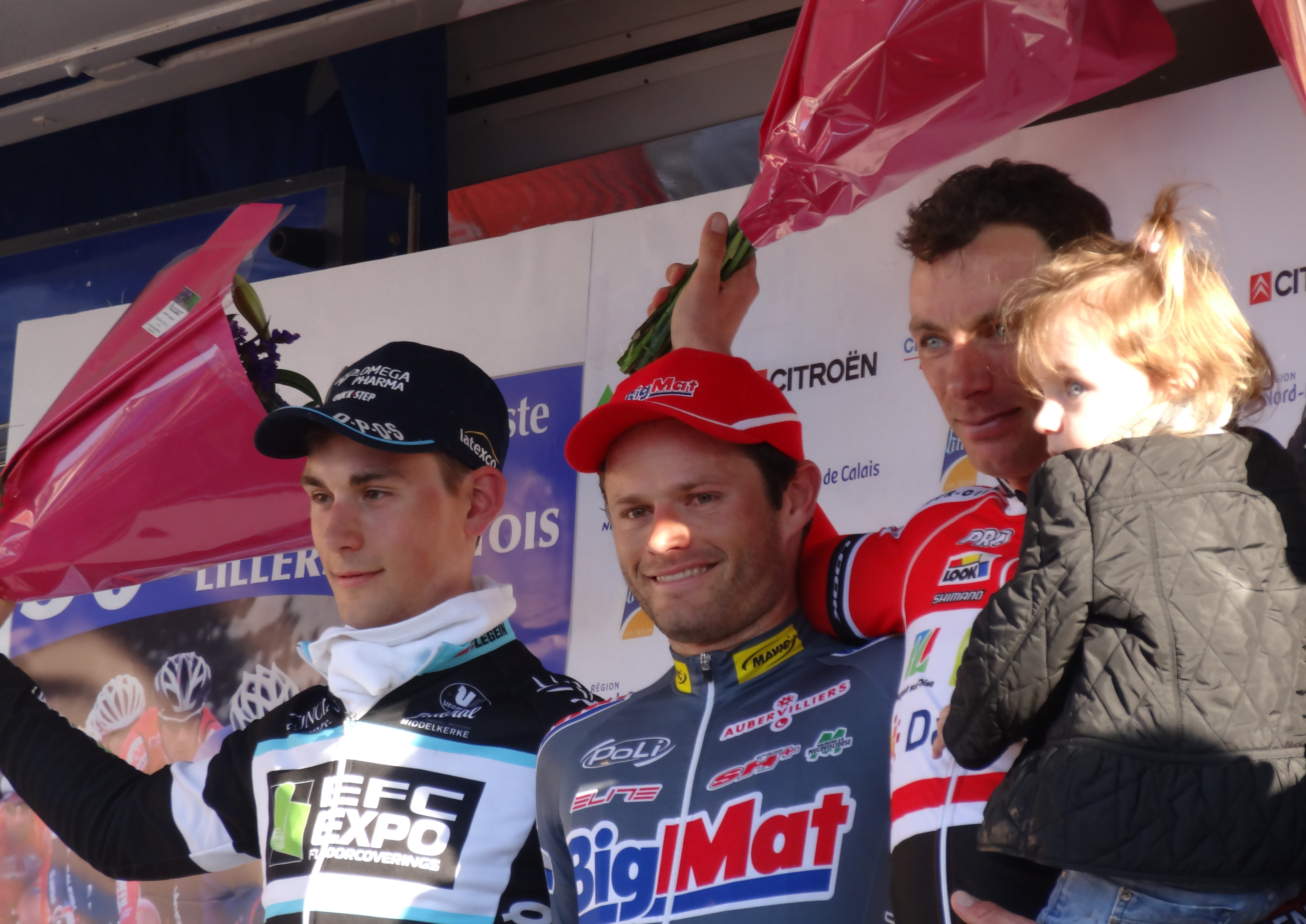
Podium du Grand Prix de Lillers-Souvenir Bruno Comini 2014 : Martijn Degreve (2e), Steven Tronet (1er), et Benoît Daeninck (3e).

| Date       | Course                                       | Pays    | Classe | Vainqueur         |
| ---------- | -------------------------------------------- | ------- | ------ | ----------------- |
| 09/03/2014 | Grand Prix de Lillers-Souvenir Bruno Comini  | France  | 1.2    | Steven Tronet     |
| 16/03/2014 | Paris-Troyes                                 | France  | 1.2    | Steven Tronet     |
| 08/06/2014 | Classement général des Boucles de la Mayenne | France  | 2.1    | Stéphane Rossetto |
| 29/06/2014 | Championnat d'Estonie sur route              | Estonie | CN     | Alo Jakin         |

### Classement UCI

#### UCI Europe Tour
L'équipe BigMat-Auber 93 termine à la 32e place de l'Europe Tour avec 482 points. Ce total est obtenu par l'addition des points des huit meilleurs coureurs de l'équipe au classement individuel, cependant seuls six coureurs sont classés,.
| Rang | Coureur             | Points |
| ---- | ------------------- | ------ |
| 56   | Stéphane Rossetto   | 171    |
| 127  | Flavien Dassonville | 95     |
| 141  | Steven Tronet       | 89     |
| 275  | Alo Jakin           | 49     |
| 515  | Théo Vimpère        | 20     |
| 541  | Yannis Yssaad       | 18     |